# Ligne Marseille - Aix-en-Provence - Pertuis
 (août 2014).
Si vous disposez d'ouvrages ou d'articles de référence ou si vous connaissez des sites web de qualité traitant du thème abordé ici, merci de compléter l'article en donnant les références utiles à sa vérifiabilité et en les liant à la section « Notes et références ».

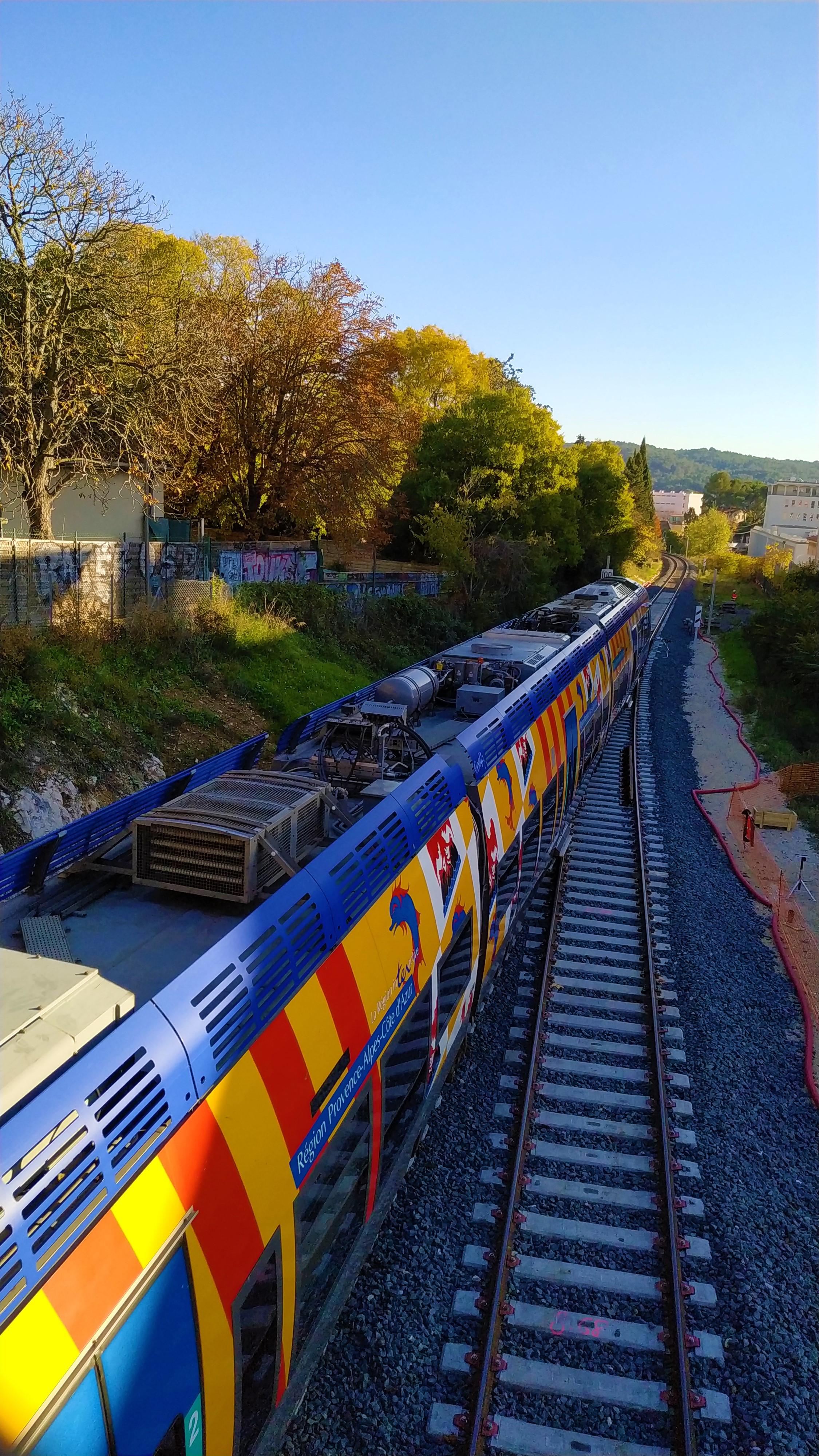
TER PACA parti d'Aix-en-Provence en direction de Marseille-Saint-Charles

La ligne Marseille - Aix-en-Provence - Pertuis ou plus couramment TER Marseille-Pertuis est une relation commerciale des TER Provence-Alpes-Côte d'Azur, constituant la « ligne 12 ».
Cette liaison utilise une section de la ligne de Lyon-Perrache à Marseille-Saint-Charles (via Grenoble) (ligne 905 000). Le tronçon d'infrastructure entre Marseille et Meyrargues est également utilisé par les liaisons commerciales reliant Marseille à la gare de La Brillanne - Oraison et à Briançon.
Des terminus partiels ont lieu en gares de Saint Antoine, Gardanne et Aix-en-Provence Ville.

## Historique
- 11 juin 1863 : loi ratifiant une convention avec la Compagnie des chemins de fer de Paris à Lyon et à la Méditerranée et accordant la concession de diverses lignes.
- 15 mai 1872 : ouverture de la section de ligne entre Meyrargues et Pertuis de la ligne Pertuis- Aix-en-Provence - Marseille.
- 1949 : Mise en service de la signalisation par Block manuel (BM) de la section Marseille - Aix-en-Provence.
- 1975 : la navette Pertuis-Meyrargues a été supprimée. Il n'y a plus de trains de voyageurs à Pertuis.
- 3 septembre 2001 : réouverture de la ligne Pertuis-Meyrargues et de la gare.
- 25 septembre 2003 : déclaration d'utilité publique du doublement de la voie de la ligne Marseille - Aix-en-Provence.
- 2 février 2006 : RFF supprime le passage à niveau 116 (croisement avec l'ex-route nationale 8 à l'entrée de la gare de Bouc-Cabriès) et attribue les premiers marchés pour les travaux de modernisation de la ligne Marseille - Aix-en-Provence[1].

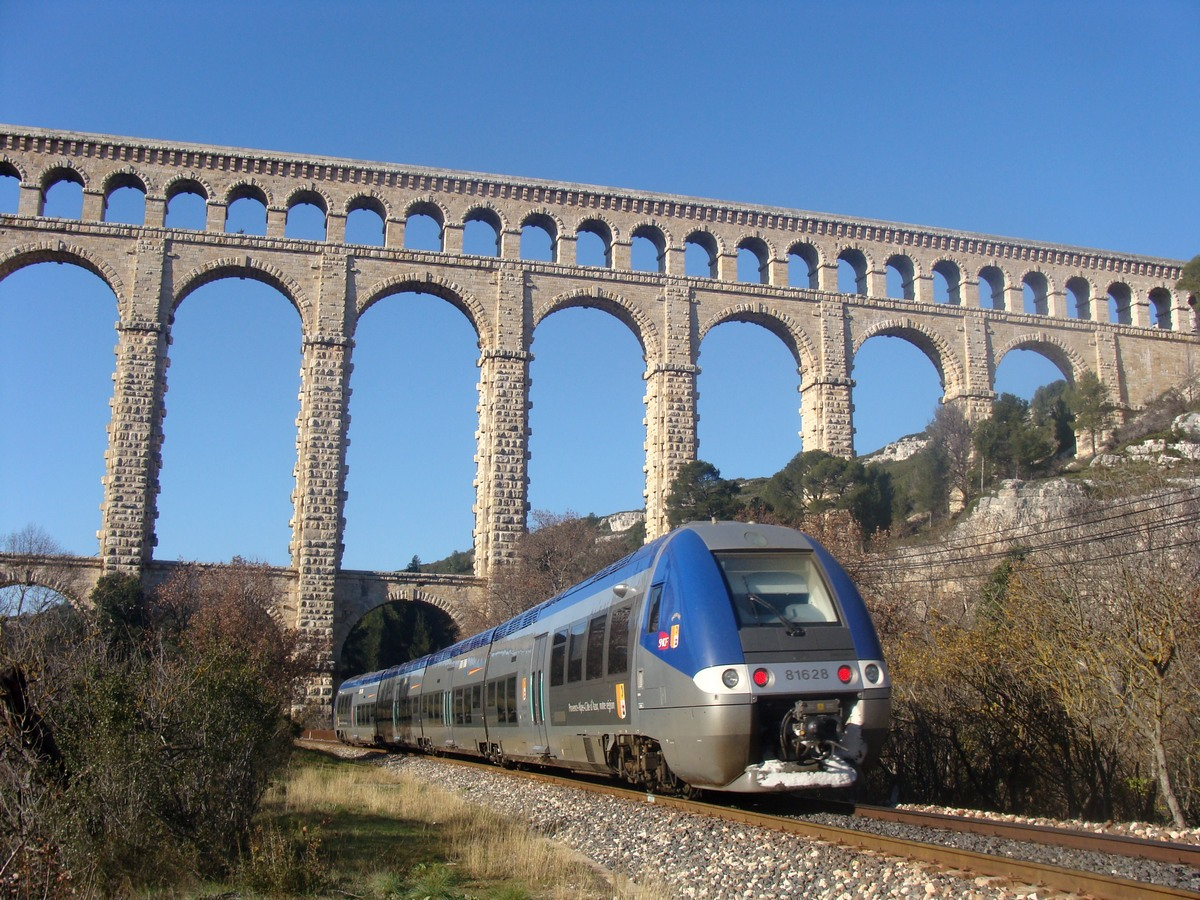
Une circulation Briançon - Marseille à Roquefavour en 2008, pendant la fermeture de la ligne directe

- 10 décembre 2006 : fermeture pour deux ans de la totalité de la ligne pour permettre la réalisation des travaux de doublement de la voie, l'installation d'une nouvelle signalisation, la construction de trois nouvelles gares sur Marseille (Picon-Busserine, Saint-Joseph-le-Castellas, Saint-Antoine), et la modernisation des gares existantes (notamment construction de passerelles avec ascenseurs pour le franchissement des voies). L'acheminement des voyageurs s'effectue en autocar pendant cette période. Seules sont maintenues les liaisons entre Marseille et l'au-delà de Meyrargues, qui sont déviées par Rognac.
- 14 décembre 2008 : réouverture de la ligne[2], avec, entre Marseille et Aix, une desserte de type cadencé (de 1 à 3 services par heure dans chaque sens, avec intervalles multiples de 20 minutes).
- Il est prévu pour le 3 octobre 2021, la livraison de la deuxième phase du chantier de 2008. Elle prévoit une desserte tous les 1/4 d'heure (en heures de pointe) pour les grandes gares de la ligne (Aix-en-Provence, Gardanne, Simiane, gare de Saint-Antoine, Gare de Marseille-Saint-Charles) et une desserte toutes les 1/2h pour les autres gares de la ligne. l'allongement des quais de Saint-Antoine et Simiane à 220 mètres permettant de faire circuler des trains en composition longue. la rénovation de la signalisation de la ligne. la modernisation de la Gare d'Aix-en-Provence (mise en service le 13 décembre 2020), il est par ailleurs prévu de faire circuler des rames fonctionnent avec des batteries électriques en particulier des rames Régiolis. Il est également prévus le doublement de la voie entre Gardanne et Luynes (Bouches-du-Rhône), ce qui permettra le fort cadencement d'une rame tous les 1/4 d'heures aux heures de pointe. En plus de nombreux projets connexes, ont lieu autour de plusieurs gares comme celle de Gardanne[3].

Dans une phase ultérieure de modernisation de la ligne est prévue la création d'une halte à la hauteur du complexe commercial de Plan de Campagne. Celle-ci serait prévue pour 2024.

## De gare en gare

### De Marseille à Aix-en-Provence
La ligne quitte la ligne Paris-Marseille juste après le plateau Saint-Charles, au niveau de Saint-Barthélemy. La ligne assez tortueuse traverse une zone péri-urbaine plus ou moins dense, longe le flanc sud-ouest du Massif de l'Étoile jusqu'au viaduc surplombant le ruisseau des Aygalades, rejoignant le plateau de Saint-Antoine. La ligne continue alternant viaducs et tranchées jusqu'à Septèmes-les-Vallons et Cabriès, passant à proximité de la zone commerciale de Plan de Campagne. Jusqu'à Aix-en-Provence, la ligne traverse des zones de campagne dans la grande banlieue nord de Marseille.

### D'Aix-en-Provence à Meyrargues
De la gare d'Aix-en-Provence, la ligne monte jusque sur le plateau de Puyricard, qu'elle atteint par un tunnel. Elle croise l'ex-route nationale 7 au lieu-dit La Calade, d'où partait une ligne vers Salon-de-Provence, aujourd'hui disparue. La ligne longe Puyricard, Venelles, puis descend par un long vallon jusqu'à Meyrargues qu'elle contourne largement jusqu'à atteindre la vallée de la Durance (alt. 200 m).

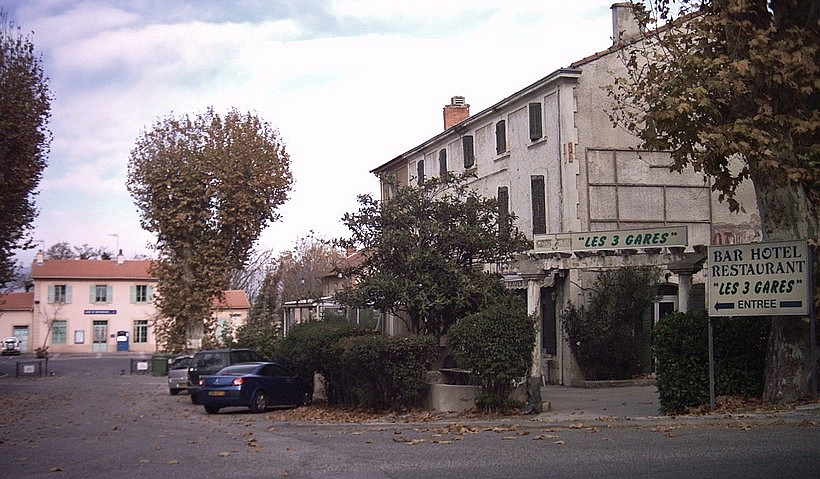
Devant la gare de Meyrargues, un hôtel a gardé le nom « Les trois gares »

La gare de Meyrargues fut une gare triple, car elle était au début du XXe siècle la tête de deux lignes secondaires à voie métrique : une vers Draguignan et Nice (réseau Sud-France, l'autre vers Eyguières et Salon (réseau départemental des Bouches-du-Rhône). Elle reste une gare de croisement, et sert de point de correspondance pour les voyageurs à destination ou en provenance de Pertuis.

### De Meyrargues à Pertuis
À la sortie de la gare de Meyrargues, la voie ferrée franchit la Durance, et entre dans le département de Vaucluse. Immédiatement après le viaduc la ligne vers Pertuis se sépare de la ligne vers Veynes, et rejoint la gare de Pertuis.
Lors de sa construction, la ligne de Veynes à Marseille effectuait un rebroussement à Pertuis. Le raccordement direct vers Meyrargues n'a été posé qu'au milieu des années 1950. Depuis, les liaisons entre Marseille et les au-delà de Manosque évitent Pertuis.

## Trafic
En 2014, la gare de Pertuis était desservie par 4 (le week-end) à 8 (en semaine) liaisons aller/retour par jour
La liaison TER Marseille-Pertuis a été interrompue le 10 décembre 2017 pour raison de travaux de doublement de la voie entre Aix et Gardanne (Travaux MGA2).

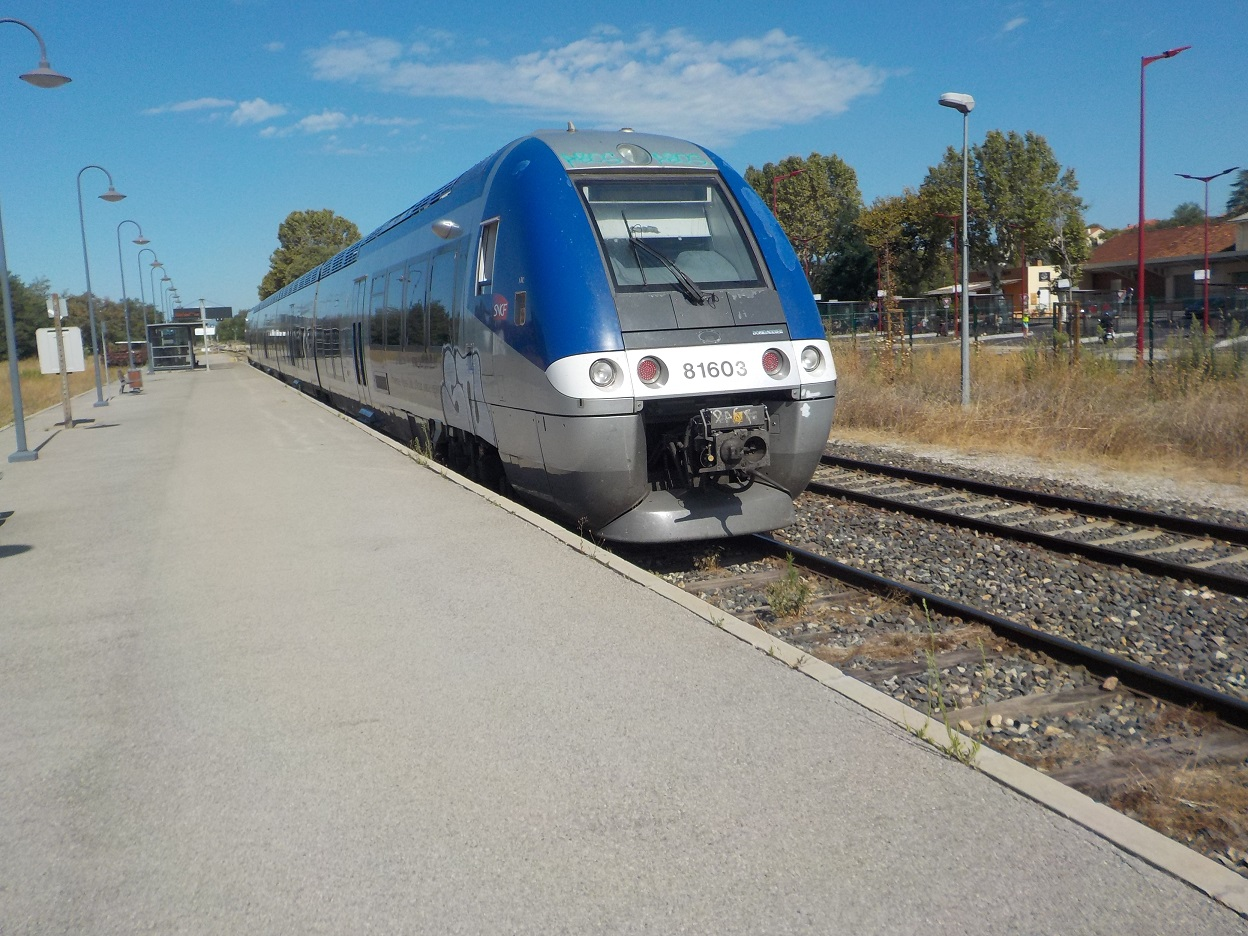
TER en gare de Pertuis

La liaison TER Marseille-Pertuis a été rouverte le 12 décembre 2021, mais avec seulement 5 AR par jour au lieu de 9 comme avant la fermeture en décembre 2017.